# Mallosia scovitzii
Mallosia scovitzii es una especie de escarabajo longicornio del género Mallosia, tribu Phytoeciini, subfamilia Lamiinae. Fue descrita científicamente por Faldermann en 1837.

## Descripción
Mide 18-30 milímetros de longitud.

## Distribución
Se distribuye por Armenia, Azerbaiyán, Georgia, Irán y Turquía.